# Canuleius pullus
Canuleius pullus är en insektsart som beskrevs av Ludwig Redtenbacher 1906. Canuleius pullus ingår i släktet Canuleius och familjen Heteronemiidae. Inga underarter finns listade.